# Simon Kooyman
Simon Kooyman (Oude Niedorp, 29 november 1882 – Memphis, 16 december 1963) was een Nederlands-Amerikaanse componist, muziekpedagoog, dirigent, pianist en violist. 

## Levensloop
Kooyman werd na zijn opleiding aan de muziekschool in Beverwijk dirigent in Wijk aan Zee. In 1907 vertrok hij naar Medan en werd aldaar dirigent van het stedelijk harmonieorkest en het stedelijk orkest. Met de uitbraak van de Eerste Wereldoorlog vertrok hij naar de Verenigde Staten en werd dirigent van verschillende harmonieorkesten. Binnen de Verenigde Staten is hij meerdere malen verhuisd. Hij was als muzikant en dirigent werkzaam in de staten Indiana, South Dakota, Illinois, Texas en in 1926 vertrok hij naar Clarksdale. In 1926 richtte hij de Clarksdale High School Band op en was lange tijd hun dirigent. In 1928 richtte hij de Mississippi Bandmaster Association op en organiseerde de eerste wedstrijd van deze organisatie nog in hetzelfde jaar. In 1931 werd hij in de landelijke American Bandmasters Association gekozen. In 1938 was hij gastdirigent van het Louisiana State University - School of Music Symphony Orchestra in Baton Rouge. In 1948 ging hij naar 22 jaar werk binnen het systeem van openbare scholen in Clarksdale met pensioen. Kort erna werd hij uitgenodigd als gastdirigent van de Union Band of Memphis. Ter gelegenheid van het 25-jarig jubileum van de Clarksdale High School Band in 1951 werd de "Simon Kooyman Day" uitgeroepen en zijn voormalige leerling Palmer J. Myram had de muzikale leiding. 
Als componist schreef hij werken voor orkest en harmonieorkest.

## Composities

### Werken voor orkest
- Ole Miss March
- Entre Nous, mars
- The Boys in Purple, mars
- The three Graces, mars

### Werken voor harmonieorkest
- Betsy and Me, mars
- Entre Nous, mars
- In the Shadows, mars
- Innovation, mars
- Kaleidoscope, mars
- Laventura, mars
- Loch Lomond
- Magnolia
- M. M. 120, mars
- Napolitan Serenade
- Ole Miss March
- Polonaise Militaire
- Semper Paratus, mars
- Smiling Eyes, mars
- The Boys in Purple, mars
- The Fascinator, mars
- The Iron Crown, mars
- The Last Journey, mars
- The Temple of Euterpe
- The three Graces, mars
- Walk Over
- Water Carnival